# Ondřej Andreas Nguyên Kim Thông Nam
Anrê Nguyễn Kim Thông (asi 1790, Gò Thị, Vietnam – 15. července 1855, Mỹ Tho, tamtéž) byl vietnamský katecheta, mučedník a svatý katolické církve.

## Životopis
Narodil se v provincii Bình Định kolem roku 1790. Šlo o jednu z nejstarších katolických oblastí v diecézi Qui Nhơn. Biskup Étienne-Théodore Cuenot jej jmenoval laickým zástupcem provincie Bình Định. Anrê Thong byl oddaným věřícím, který organizoval krytí duchovních během protikatolické politiky dynastie Nguyen ve Vietnamu.
Anrê byl zatčen poté, co ho někdo udal, že ukrýval kněze. Spolu s ním odvlekli i čtyři další ukrývané kněze do věznice v Bình Định. Během veřejného procesu mu nařídili, aby pošlapal kříž a aby se následně vyzpovídal. Anrê to však zásadně odmítl. Po třech měsících ve vězení byl odsouzen k vyhnanství do Mỹ Tho. Anrê zemřel 15. července 1855 kvůli svému vysokému věku a vyčerpání po namáhavé cestě, kterou prošel pěšky v řetězech. Skonal krátce po příjezdu na místo vyhnanství.
Anrê Thong byl nejprve pohřben v Cai Nhum. V roce 1857 požádal otec Nguyen Kim Thu o jeho opětovné pohřbení v kostele Go Thi. V současnosti se tělesné pozůstatky světce nacházejí v biskupském paláci Qui Nhon.

## Uctívání
Blahořečen byl 2. května 1909 papežem Piem X. Za svatého ho prohlásil papež Jan Pavel II. 19. června 1988 ve skupině 117 vietnamských mučedníků.
Jeho památným dnem, jak to uvádí Římské martyrologium, je 24. listopad při vzpomínce na 117 vietnamských mučedníků.